# Annabelle Böttcher
Annabelle Böttcher (* 1961) ist eine deutsche  Politologin, Islamwissenschaftlerin und Syrienspezialistin.

## Leben und Wirken
Nach dem Studium der Politik-, Islamwissenschaften und Jura in Toulouse (Frankreich), München, Freiburg im Breisgau und Damaskus (Syrien) forschte Annabelle Böttcher von 1993 bis 1997 am Institut Francais d'Études Arabes de Damas in Damaskus, an der Université Saint-Joseph in Beirut und am Orient-Institut Beirut über sunnitischen Staatsislam in Syrien. In dieser Zeit arbeitete sie mit dem Führer der Naqschbandiyya-Kaftariyya und ehemaligen Großmufti von Syrien, Scheich Ahmad Kaftaru, sowie anderen syrischen Gelehrten zusammen. Anschließend beschäftigte sie sich mit transnationalen sunnitischen und schiitischen Netzwerken und arbeitete mit Großayatollah Muhammad Hussein Fadlallah im Libanon zusammen.
Sie unterrichtete und forschte an der Freien Universität Berlin, an der Sorbonne in Paris und an der Harvard University und habilitierte sich 2006 über transnationale islamische Netzwerke an der Freien Universität Berlin. Im Wintersemester 2007/2008 hatte sie eine Gastprofessur für „Islam in Europa“ an der Universität Wien inne. Außerdem beriet sie private und öffentliche Einrichtungen.
Von 2005 bis 2015 war Annabelle Böttcher als Delegierte und Beraterin im Bereich Sicherheitsmanagement, Analyse und Verhandlungsführung mit nichtkonventionellen Waffenträgern für das Rote Kreuz in Irak, Jemen, Niger, Bangladesch, Schweiz, Jordanien, Libanon, Syrien und der Türkei tätig.
Von August 2017 bis Januar 2020 war sie Professorin am Center for Contemporary Middle East Studies der Syddansk Universitet in Odense, Dänemark. Dort ist sie seitdem als gæsteforsker assoziiert. Seit Februar 2020  arbeitet sie als Vizerektorin, Dekanin und Professorin für Sozialwesen an der Dualen Hochschule Baden-Württemberg am Standort Villingen-Schwenningen im Hochschwarzwald.
Sie ist Fellow der Robert Bosch Stiftung im SCIANA - The Health Leaders Network, einem europäischen Netzwerk für Führungskräfte im Gesundheitswesen, das von der Robert Bosch Stiftung in Deutschland, The Health Foundation in England und der CAREUM-Stiftung in der Schweiz getragen wird.

## Publikationen
- Annabelle Böttcher, Birgit Krawietz: Islam Migration and Jinn. Spiritual Medicine in Muslim Health Management. Springer 2021.
- Annabelle Böttcher: Mit Turban und Handy: Scheich Nazim al-Qubrusi und sein transnationales Sufinetzwerk (= Mitteilungen zur Sozial- und Kulturgeschichte der islamischen Welt. Bd. 31). Ergon, Würzburg 2011, (Habilitationsschrift, FU Berlin, 2006).
- Annabelle Boettcher: Syria's Sunni Islam under Hafiz al-Asad (englisch). E-Book, Amazon Kindle Edition, November 2015.
- Annabelle Böttcher: Islampolitik in Syrien von 1961 bis 1996 (deutsch). E-Book, Amazon-Kindle-Edition, Oktober 2015.